# Éric Vuillard
Éric Vuillard (Lyon, 4 mei 1968) is een Frans schrijver, regisseur en scenarioschrijver. Zijn familie is afkomstig uit de Franche-Comté. In 2017 ontvangt hij de Prix Goncourt voor zijn boek L’ordre du jour (De agenda).

## Schrijverschap
Het eerste boek van Vuillard, Le chasseur (De jager) verschijnt in 1999. Vervolgens publiceert hij de poëziebundel Bois vert en de korte roman Tohu. In 2010 verschijnt zijn roman Conquistadors, over de verovering van Peru door Pizarro en de val van het Inca-rijk. Vervolgens verschijnen vrijwel tegelijkertijd La Bataille de l’Occident (De Slag om het Westen), over de militaire strategie tijdens de Eerste Wereldoorlog en de verschrikkelijke gevolgen daarvan op het slagveld en Congo, een documentaire roman over de verdeling van Afrika en de creatie van Kongo-Vrijstaat in 1884. In Tristesse de la terre schrijft Vuillard over de oprichting en de shows van het circus van Buffalo Bill. In 2016 verschijnt 14 juillet (14 juli) over de bestorming van de Bastille aan het begin van de Franse Revolutie.
In 2017 ontvangt Vuillard de Prix Goncourt voor zijn boek L’ordre du jour (De orde van de dag). Net als in zijn eerdere documentaire romans gebruikt hij historische documenten om opnieuw het verhaal te vertellen over de Duitse annexatie van Oostenrijk in 1938 en de machinaties die hieraan voorafgingen.
De boeken van Vuillard zijn vertaald in het Engels, Duits en Spaans. L’ordre du jour is ook in het Nederlands vertaald.

## Films
Vuillard regisseerde de speelfilm Mateo Falcone, een bewerking van een kort verhaal van Prosper Mérimée. De film werd gepresenteerd op het Internationaal filmfestival van Turijn, (Italië) en op het filmfestival Premiers Plans in Angers (Frankrijk). Ook was hij de scenarioschrijver van de film La vie nouvelle.

## Boeken
- 1999 Le Chasseur, Paris, Éditions Michalon
- 2002 Bois vert (poëzie), Paris, Éditions Léo Scheer
- 2005 Tohu, Paris, Éditions Léo Scheer
- 2010 Conquistadors (roman), Paris, Éditions Léo Scheer
- 2012 La Bataille d’Occident, Arles, Éditions Actes Sud
- 2012 Congo, Arles, Éditions Actes Sud.
- 2014 Tristesse de la terre: Une histoire de Buffalo Bill Cody, Arles, Éditions Actes Sud
- 2016 14 juillet, Arles, Éditions Actes Sud. Nederlandse vertaling: 14 juli. Vertaald door Liesbeth van Nes. J.M. Meulenhoff, Amsterdam, 2019. ISBN 9789029092722
- 2017 L'Ordre du jour, Arles, Éditions Actes Sud. Nederlandse vertaling: De orde van de dag. Vertaald door Liesbeth van Nes. J.M. Meulenhoff, Amsterdam, 2018. ISBN 9789029092708

## Films
- 2002 La Vie nouvelle (scenario)
- 2005 Documentaire: Le chant des oiseaux (acteur)
- 2006 L’homme qui marche (scenario en regie)
- 2008 Mateo Falcone (scenario en regie)